# 新西兰扇尾鹟
新西兰扇尾鹟（學名：Rhipidura fuliginosa），英文名为 New Zealand fantail，是扇尾鹟科扇尾鹟屬的一個物種。其体型不大，尾部羽毛打开的时候像是一把扇子的小型鸟类，原产于新西兰、澳大利亚到东南亚一带的国家。新西兰扇尾鹟是新西兰常见的鸟类，毛利名为Pīwakawaka（发音：píwākǎwākǎ）。全世界有20多种扇尾鹟，新西兰只有一种。
新西兰扇尾鹟是一种肉食性的鸟类，它们主要以小型的昆虫作为食物的来源，身体背面主要是黑色、深灰色或者是灰褐色的羽毛，腹部则是黄色、橙色的羽毛，而颈部则会有一些白色的羽毛。尾部的羽毛长且比较硬，可以打开，中间是黑色的而边缘则是灰色甚至是白色的，舒展开后的尾部形状像是一把扇子，同时扇尾鹟还喜欢在尾部打开的时候摇摆一下，这也就是它们的英文名Fantail的来源。扇尾鹟的尾部羽毛别看体积大，但是重量十分的轻，完全不会影响它们的飞行。
新西兰扇尾鹟一年能够繁殖两次，它们的巢穴通常搭在树杈中间，使用苔藓、树皮和植物的纤维甚至是蜘蛛网的丝制作成非常紧凑的、杯子形状的窝，不论雌鸟还是雄鸟都会“盖房子”。通常，每次繁殖雌鸟能够产下3-4枚鸟蛋，孵化期只有两周时间，孵化的小鸟喂养工作由雌鸟和雄鸟共同完成。扇尾鹟繁殖力強，在新西兰颇有一定的族群数量，非保育類。

## 資料來源
1. ↑  . The IUCN Red List of Threatened Species 2012.   [26 November 2013].